# Friedrich von Hamrath
Friedrich Hamrath, seit 1702 von Hamrath, (* 1665 in Berlin; † 21. Dezember 1726 in Halberstadt) war ein preußischer Staatsmann.

## Leben

### Herkunft und Familie
Friedrich von Hamrath entstammte einer ursprünglich kölnischen, letztlich durch den Dreißigjährigen Krieg an den Berliner Hof gelangten Schneiderfamilie. Sein Vater Friedrich Hamrath (1620–1672), wurde durch Fürsprache von Konrad von Burgsdorff dessen Kammerdiener er zunächst war, 1646 kurfürstlicher Leibschneider, 1666 schließlich kurfürstlicher Kammerdiener. Seine Mutter, des Vaters zweite Gattin, war Catharina Sabina Friesen (1640–1701), Tochter des Berliner Juweliers und Ratskämmerers Christoph Friesen († 1657). Zwei Schwager von ihm, vermählt mit Schwestern aus erster Ehe des Vaters, waren der Hofrat Heinrich von Cheuwen und der Geheime Sekretär, nachmaliger Kammerdirektor Dietrich Wilhelm von Dieckhof (1692–1758). Friedrich von Hamrath verstarb ohne Kinder zu hinter lassen.

### Werdegang

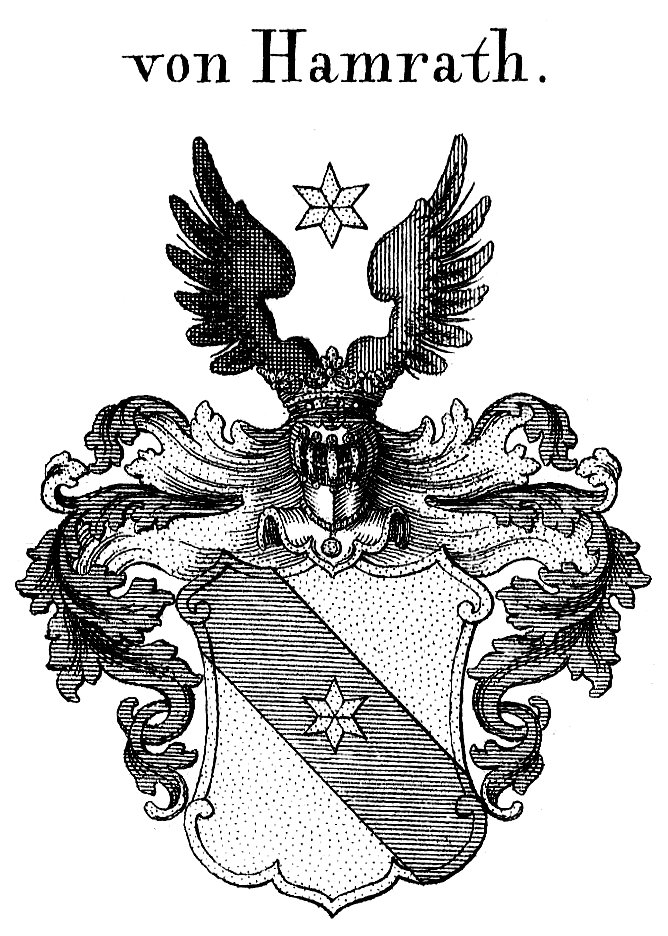
Wappen von Hamrath ab 1702

Hamrath war von 1696 bis 1702 Geheimer Sekretär, später auch Hofrat, und avancierte am 9. Februar 1702 mit seiner Hebung in den preußischen Adelsstand zum Requetenmeister (Maitre des Requetes) des Königs, sowie zum Geheimen Staatsrat und Oberdirektor des Domänen- und Finanzwesens. 1705 wurde er Wirklicher Geheimer Rat und war Präsident der Geheimen Hofkammer.
Nachdem er 1707 wegen Amtsvergehen in Ungnade gefallen war, wurde ihm der Adel am 6. Dezember 1708 wieder aberkannt. Gleichwohl erhielt der Festungskommandant zu Peitz bereits am 4. Dezember 1708 den Befehl, Hamrath, der dort arrestiert war, Erleichterungen im Rahmen seiner Festungshaft zu gewähren. Dem Gefangenen wurde erlaubt, auf den Wällen der Zitadelle spazieren zu gehen. Außerdem darf er die Sonn- und Wochentagspredigten in der Oberfestung besuchen. Erst im Herbst 1709, wurde Ernst Bogislav von Kameke an seine Stelle, zum Referenten über Kammer-, Forst- und Jagdsachen in der Geheimen Hofkammer, dem Geheimen Staatsrat und dem königlichen Kabinett berufen. Erst 1711 erhielt er nach Fürsprache des Kronprinzen seine Freiheit zurück und wurde nach dessen Regierungsantritt, am 27. März 1713 als Wirklicher Geheimer Rat bestätigt, sowie zum Regierungspräsident und Direktor des Fürstentum Halberstadt ernannt.

### Nachwirken

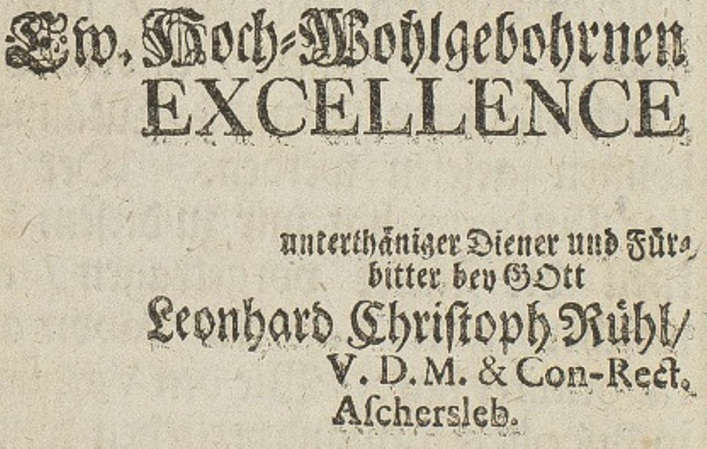
Leonhard Christoph Rühl, Schluss seiner Widmung der Schrift M. T. Ciceronis Epistolæ Ad Familiares an den Regierungspräsidenten in Halberstadt Friedrich von Hamrath

Hamrath korrespondierte unter anderem mit Leibniz (1704) und Francke (1722). Er unterbreite auch den Vorschlag zum Bau des Invalidenhaus Berlin, welcher erst 1748 eingeleitet wurde. Auch war er 1725 gemeinsam mit Paul Dietrich Schnorr an der Schrift von Johann Christoph Geier, Strena Votiva Qva Domino ... Dno. Friderico de Hamraht, Avgvstissimi Potentissimiqve Borvssorvm Regis Ministro Statvs Belliqve Intimo : Nec Non Regiminis Principatvs Halberstadiensis ... beteiligt.